# ريتش مكدونالد
ريتش مكدونالد هو منافس ألعاب قوى كندي، ولد في 21 مايو 1949 في Etobicoke ‏ في كندا.

## وصلات خارجية
- ريتش مكدونالد على موقع أوليمبيديا (الإنجليزية)
- ريتش مكدونالد على موقع اللجنة الأولمبية الكندية (الإنجليزية)